# Linz Challenger 2000
Il Linz Challenger 2000 è stato un torneo di tennis facente parte della categoria ATP Challenger Series nell'ambito dell'ATP Challenger Series 2000. Il torneo si è giocato a Linz in Austria dall'11 al 17 settembre 2000 su campi in terra rossa.

## Vincitori

### Singolare
Germán Puentes ha battuto in finale  Edwin Kempes con il punteggio di 7–6(7), 6–1

### Doppio
Julian Knowle /  Thomas Strengberger hanno battuto in finale  Petr Luxa /  David Škoch con il punteggio di 6–3, 7–5